# Ёж (шахматы)
|   | a | b | c | d | e | f | g | h |   |
| - | --- | --- | --- | --- | --- | --- | --- | --- | - |
| 8 | a8 чёрная ладья · b8 чёрный ферзь · c8 чёрная ладья · g8 чёрный король · b7 чёрный слон · d7 чёрный конь · e7 чёрный слон · f7 чёрная пешка · g7 чёрная пешка · h7 чёрная пешка · a6 чёрная пешка · b6 чёрная пешка · d6 чёрная пешка · e6 чёрная пешка · f6 чёрный конь · c4 белая пешка · d4 белый ферзь · e4 белая пешка · b3 белая пешка · c3 белый конь · g3 белая пешка · a2 белая пешка · b2 белый слон · d2 белый конь · f2 белая пешка · g2 белый слон · h2 белая пешка · a1 белая ладья · d1 белая ладья · g1 белый король | a8 чёрная ладья · b8 чёрный ферзь · c8 чёрная ладья · g8 чёрный король · b7 чёрный слон · d7 чёрный конь · e7 чёрный слон · f7 чёрная пешка · g7 чёрная пешка · h7 чёрная пешка · a6 чёрная пешка · b6 чёрная пешка · d6 чёрная пешка · e6 чёрная пешка · f6 чёрный конь · c4 белая пешка · d4 белый ферзь · e4 белая пешка · b3 белая пешка · c3 белый конь · g3 белая пешка · a2 белая пешка · b2 белый слон · d2 белый конь · f2 белая пешка · g2 белый слон · h2 белая пешка · a1 белая ладья · d1 белая ладья · g1 белый король | a8 чёрная ладья · b8 чёрный ферзь · c8 чёрная ладья · g8 чёрный король · b7 чёрный слон · d7 чёрный конь · e7 чёрный слон · f7 чёрная пешка · g7 чёрная пешка · h7 чёрная пешка · a6 чёрная пешка · b6 чёрная пешка · d6 чёрная пешка · e6 чёрная пешка · f6 чёрный конь · c4 белая пешка · d4 белый ферзь · e4 белая пешка · b3 белая пешка · c3 белый конь · g3 белая пешка · a2 белая пешка · b2 белый слон · d2 белый конь · f2 белая пешка · g2 белый слон · h2 белая пешка · a1 белая ладья · d1 белая ладья · g1 белый король | a8 чёрная ладья · b8 чёрный ферзь · c8 чёрная ладья · g8 чёрный король · b7 чёрный слон · d7 чёрный конь · e7 чёрный слон · f7 чёрная пешка · g7 чёрная пешка · h7 чёрная пешка · a6 чёрная пешка · b6 чёрная пешка · d6 чёрная пешка · e6 чёрная пешка · f6 чёрный конь · c4 белая пешка · d4 белый ферзь · e4 белая пешка · b3 белая пешка · c3 белый конь · g3 белая пешка · a2 белая пешка · b2 белый слон · d2 белый конь · f2 белая пешка · g2 белый слон · h2 белая пешка · a1 белая ладья · d1 белая ладья · g1 белый король | a8 чёрная ладья · b8 чёрный ферзь · c8 чёрная ладья · g8 чёрный король · b7 чёрный слон · d7 чёрный конь · e7 чёрный слон · f7 чёрная пешка · g7 чёрная пешка · h7 чёрная пешка · a6 чёрная пешка · b6 чёрная пешка · d6 чёрная пешка · e6 чёрная пешка · f6 чёрный конь · c4 белая пешка · d4 белый ферзь · e4 белая пешка · b3 белая пешка · c3 белый конь · g3 белая пешка · a2 белая пешка · b2 белый слон · d2 белый конь · f2 белая пешка · g2 белый слон · h2 белая пешка · a1 белая ладья · d1 белая ладья · g1 белый король | a8 чёрная ладья · b8 чёрный ферзь · c8 чёрная ладья · g8 чёрный король · b7 чёрный слон · d7 чёрный конь · e7 чёрный слон · f7 чёрная пешка · g7 чёрная пешка · h7 чёрная пешка · a6 чёрная пешка · b6 чёрная пешка · d6 чёрная пешка · e6 чёрная пешка · f6 чёрный конь · c4 белая пешка · d4 белый ферзь · e4 белая пешка · b3 белая пешка · c3 белый конь · g3 белая пешка · a2 белая пешка · b2 белый слон · d2 белый конь · f2 белая пешка · g2 белый слон · h2 белая пешка · a1 белая ладья · d1 белая ладья · g1 белый король | a8 чёрная ладья · b8 чёрный ферзь · c8 чёрная ладья · g8 чёрный король · b7 чёрный слон · d7 чёрный конь · e7 чёрный слон · f7 чёрная пешка · g7 чёрная пешка · h7 чёрная пешка · a6 чёрная пешка · b6 чёрная пешка · d6 чёрная пешка · e6 чёрная пешка · f6 чёрный конь · c4 белая пешка · d4 белый ферзь · e4 белая пешка · b3 белая пешка · c3 белый конь · g3 белая пешка · a2 белая пешка · b2 белый слон · d2 белый конь · f2 белая пешка · g2 белый слон · h2 белая пешка · a1 белая ладья · d1 белая ладья · g1 белый король | a8 чёрная ладья · b8 чёрный ферзь · c8 чёрная ладья · g8 чёрный король · b7 чёрный слон · d7 чёрный конь · e7 чёрный слон · f7 чёрная пешка · g7 чёрная пешка · h7 чёрная пешка · a6 чёрная пешка · b6 чёрная пешка · d6 чёрная пешка · e6 чёрная пешка · f6 чёрный конь · c4 белая пешка · d4 белый ферзь · e4 белая пешка · b3 белая пешка · c3 белый конь · g3 белая пешка · a2 белая пешка · b2 белый слон · d2 белый конь · f2 белая пешка · g2 белый слон · h2 белая пешка · a1 белая ладья · d1 белая ладья · g1 белый король | 8 |
| 7 | a8 чёрная ладья · b8 чёрный ферзь · c8 чёрная ладья · g8 чёрный король · b7 чёрный слон · d7 чёрный конь · e7 чёрный слон · f7 чёрная пешка · g7 чёрная пешка · h7 чёрная пешка · a6 чёрная пешка · b6 чёрная пешка · d6 чёрная пешка · e6 чёрная пешка · f6 чёрный конь · c4 белая пешка · d4 белый ферзь · e4 белая пешка · b3 белая пешка · c3 белый конь · g3 белая пешка · a2 белая пешка · b2 белый слон · d2 белый конь · f2 белая пешка · g2 белый слон · h2 белая пешка · a1 белая ладья · d1 белая ладья · g1 белый король | a8 чёрная ладья · b8 чёрный ферзь · c8 чёрная ладья · g8 чёрный король · b7 чёрный слон · d7 чёрный конь · e7 чёрный слон · f7 чёрная пешка · g7 чёрная пешка · h7 чёрная пешка · a6 чёрная пешка · b6 чёрная пешка · d6 чёрная пешка · e6 чёрная пешка · f6 чёрный конь · c4 белая пешка · d4 белый ферзь · e4 белая пешка · b3 белая пешка · c3 белый конь · g3 белая пешка · a2 белая пешка · b2 белый слон · d2 белый конь · f2 белая пешка · g2 белый слон · h2 белая пешка · a1 белая ладья · d1 белая ладья · g1 белый король | a8 чёрная ладья · b8 чёрный ферзь · c8 чёрная ладья · g8 чёрный король · b7 чёрный слон · d7 чёрный конь · e7 чёрный слон · f7 чёрная пешка · g7 чёрная пешка · h7 чёрная пешка · a6 чёрная пешка · b6 чёрная пешка · d6 чёрная пешка · e6 чёрная пешка · f6 чёрный конь · c4 белая пешка · d4 белый ферзь · e4 белая пешка · b3 белая пешка · c3 белый конь · g3 белая пешка · a2 белая пешка · b2 белый слон · d2 белый конь · f2 белая пешка · g2 белый слон · h2 белая пешка · a1 белая ладья · d1 белая ладья · g1 белый король | a8 чёрная ладья · b8 чёрный ферзь · c8 чёрная ладья · g8 чёрный король · b7 чёрный слон · d7 чёрный конь · e7 чёрный слон · f7 чёрная пешка · g7 чёрная пешка · h7 чёрная пешка · a6 чёрная пешка · b6 чёрная пешка · d6 чёрная пешка · e6 чёрная пешка · f6 чёрный конь · c4 белая пешка · d4 белый ферзь · e4 белая пешка · b3 белая пешка · c3 белый конь · g3 белая пешка · a2 белая пешка · b2 белый слон · d2 белый конь · f2 белая пешка · g2 белый слон · h2 белая пешка · a1 белая ладья · d1 белая ладья · g1 белый король | a8 чёрная ладья · b8 чёрный ферзь · c8 чёрная ладья · g8 чёрный король · b7 чёрный слон · d7 чёрный конь · e7 чёрный слон · f7 чёрная пешка · g7 чёрная пешка · h7 чёрная пешка · a6 чёрная пешка · b6 чёрная пешка · d6 чёрная пешка · e6 чёрная пешка · f6 чёрный конь · c4 белая пешка · d4 белый ферзь · e4 белая пешка · b3 белая пешка · c3 белый конь · g3 белая пешка · a2 белая пешка · b2 белый слон · d2 белый конь · f2 белая пешка · g2 белый слон · h2 белая пешка · a1 белая ладья · d1 белая ладья · g1 белый король | a8 чёрная ладья · b8 чёрный ферзь · c8 чёрная ладья · g8 чёрный король · b7 чёрный слон · d7 чёрный конь · e7 чёрный слон · f7 чёрная пешка · g7 чёрная пешка · h7 чёрная пешка · a6 чёрная пешка · b6 чёрная пешка · d6 чёрная пешка · e6 чёрная пешка · f6 чёрный конь · c4 белая пешка · d4 белый ферзь · e4 белая пешка · b3 белая пешка · c3 белый конь · g3 белая пешка · a2 белая пешка · b2 белый слон · d2 белый конь · f2 белая пешка · g2 белый слон · h2 белая пешка · a1 белая ладья · d1 белая ладья · g1 белый король | a8 чёрная ладья · b8 чёрный ферзь · c8 чёрная ладья · g8 чёрный король · b7 чёрный слон · d7 чёрный конь · e7 чёрный слон · f7 чёрная пешка · g7 чёрная пешка · h7 чёрная пешка · a6 чёрная пешка · b6 чёрная пешка · d6 чёрная пешка · e6 чёрная пешка · f6 чёрный конь · c4 белая пешка · d4 белый ферзь · e4 белая пешка · b3 белая пешка · c3 белый конь · g3 белая пешка · a2 белая пешка · b2 белый слон · d2 белый конь · f2 белая пешка · g2 белый слон · h2 белая пешка · a1 белая ладья · d1 белая ладья · g1 белый король | a8 чёрная ладья · b8 чёрный ферзь · c8 чёрная ладья · g8 чёрный король · b7 чёрный слон · d7 чёрный конь · e7 чёрный слон · f7 чёрная пешка · g7 чёрная пешка · h7 чёрная пешка · a6 чёрная пешка · b6 чёрная пешка · d6 чёрная пешка · e6 чёрная пешка · f6 чёрный конь · c4 белая пешка · d4 белый ферзь · e4 белая пешка · b3 белая пешка · c3 белый конь · g3 белая пешка · a2 белая пешка · b2 белый слон · d2 белый конь · f2 белая пешка · g2 белый слон · h2 белая пешка · a1 белая ладья · d1 белая ладья · g1 белый король | 7 |
| 6 | a8 чёрная ладья · b8 чёрный ферзь · c8 чёрная ладья · g8 чёрный король · b7 чёрный слон · d7 чёрный конь · e7 чёрный слон · f7 чёрная пешка · g7 чёрная пешка · h7 чёрная пешка · a6 чёрная пешка · b6 чёрная пешка · d6 чёрная пешка · e6 чёрная пешка · f6 чёрный конь · c4 белая пешка · d4 белый ферзь · e4 белая пешка · b3 белая пешка · c3 белый конь · g3 белая пешка · a2 белая пешка · b2 белый слон · d2 белый конь · f2 белая пешка · g2 белый слон · h2 белая пешка · a1 белая ладья · d1 белая ладья · g1 белый король | a8 чёрная ладья · b8 чёрный ферзь · c8 чёрная ладья · g8 чёрный король · b7 чёрный слон · d7 чёрный конь · e7 чёрный слон · f7 чёрная пешка · g7 чёрная пешка · h7 чёрная пешка · a6 чёрная пешка · b6 чёрная пешка · d6 чёрная пешка · e6 чёрная пешка · f6 чёрный конь · c4 белая пешка · d4 белый ферзь · e4 белая пешка · b3 белая пешка · c3 белый конь · g3 белая пешка · a2 белая пешка · b2 белый слон · d2 белый конь · f2 белая пешка · g2 белый слон · h2 белая пешка · a1 белая ладья · d1 белая ладья · g1 белый король | a8 чёрная ладья · b8 чёрный ферзь · c8 чёрная ладья · g8 чёрный король · b7 чёрный слон · d7 чёрный конь · e7 чёрный слон · f7 чёрная пешка · g7 чёрная пешка · h7 чёрная пешка · a6 чёрная пешка · b6 чёрная пешка · d6 чёрная пешка · e6 чёрная пешка · f6 чёрный конь · c4 белая пешка · d4 белый ферзь · e4 белая пешка · b3 белая пешка · c3 белый конь · g3 белая пешка · a2 белая пешка · b2 белый слон · d2 белый конь · f2 белая пешка · g2 белый слон · h2 белая пешка · a1 белая ладья · d1 белая ладья · g1 белый король | a8 чёрная ладья · b8 чёрный ферзь · c8 чёрная ладья · g8 чёрный король · b7 чёрный слон · d7 чёрный конь · e7 чёрный слон · f7 чёрная пешка · g7 чёрная пешка · h7 чёрная пешка · a6 чёрная пешка · b6 чёрная пешка · d6 чёрная пешка · e6 чёрная пешка · f6 чёрный конь · c4 белая пешка · d4 белый ферзь · e4 белая пешка · b3 белая пешка · c3 белый конь · g3 белая пешка · a2 белая пешка · b2 белый слон · d2 белый конь · f2 белая пешка · g2 белый слон · h2 белая пешка · a1 белая ладья · d1 белая ладья · g1 белый король | a8 чёрная ладья · b8 чёрный ферзь · c8 чёрная ладья · g8 чёрный король · b7 чёрный слон · d7 чёрный конь · e7 чёрный слон · f7 чёрная пешка · g7 чёрная пешка · h7 чёрная пешка · a6 чёрная пешка · b6 чёрная пешка · d6 чёрная пешка · e6 чёрная пешка · f6 чёрный конь · c4 белая пешка · d4 белый ферзь · e4 белая пешка · b3 белая пешка · c3 белый конь · g3 белая пешка · a2 белая пешка · b2 белый слон · d2 белый конь · f2 белая пешка · g2 белый слон · h2 белая пешка · a1 белая ладья · d1 белая ладья · g1 белый король | a8 чёрная ладья · b8 чёрный ферзь · c8 чёрная ладья · g8 чёрный король · b7 чёрный слон · d7 чёрный конь · e7 чёрный слон · f7 чёрная пешка · g7 чёрная пешка · h7 чёрная пешка · a6 чёрная пешка · b6 чёрная пешка · d6 чёрная пешка · e6 чёрная пешка · f6 чёрный конь · c4 белая пешка · d4 белый ферзь · e4 белая пешка · b3 белая пешка · c3 белый конь · g3 белая пешка · a2 белая пешка · b2 белый слон · d2 белый конь · f2 белая пешка · g2 белый слон · h2 белая пешка · a1 белая ладья · d1 белая ладья · g1 белый король | a8 чёрная ладья · b8 чёрный ферзь · c8 чёрная ладья · g8 чёрный король · b7 чёрный слон · d7 чёрный конь · e7 чёрный слон · f7 чёрная пешка · g7 чёрная пешка · h7 чёрная пешка · a6 чёрная пешка · b6 чёрная пешка · d6 чёрная пешка · e6 чёрная пешка · f6 чёрный конь · c4 белая пешка · d4 белый ферзь · e4 белая пешка · b3 белая пешка · c3 белый конь · g3 белая пешка · a2 белая пешка · b2 белый слон · d2 белый конь · f2 белая пешка · g2 белый слон · h2 белая пешка · a1 белая ладья · d1 белая ладья · g1 белый король | a8 чёрная ладья · b8 чёрный ферзь · c8 чёрная ладья · g8 чёрный король · b7 чёрный слон · d7 чёрный конь · e7 чёрный слон · f7 чёрная пешка · g7 чёрная пешка · h7 чёрная пешка · a6 чёрная пешка · b6 чёрная пешка · d6 чёрная пешка · e6 чёрная пешка · f6 чёрный конь · c4 белая пешка · d4 белый ферзь · e4 белая пешка · b3 белая пешка · c3 белый конь · g3 белая пешка · a2 белая пешка · b2 белый слон · d2 белый конь · f2 белая пешка · g2 белый слон · h2 белая пешка · a1 белая ладья · d1 белая ладья · g1 белый король | 6 |
| 5 | a8 чёрная ладья · b8 чёрный ферзь · c8 чёрная ладья · g8 чёрный король · b7 чёрный слон · d7 чёрный конь · e7 чёрный слон · f7 чёрная пешка · g7 чёрная пешка · h7 чёрная пешка · a6 чёрная пешка · b6 чёрная пешка · d6 чёрная пешка · e6 чёрная пешка · f6 чёрный конь · c4 белая пешка · d4 белый ферзь · e4 белая пешка · b3 белая пешка · c3 белый конь · g3 белая пешка · a2 белая пешка · b2 белый слон · d2 белый конь · f2 белая пешка · g2 белый слон · h2 белая пешка · a1 белая ладья · d1 белая ладья · g1 белый король | a8 чёрная ладья · b8 чёрный ферзь · c8 чёрная ладья · g8 чёрный король · b7 чёрный слон · d7 чёрный конь · e7 чёрный слон · f7 чёрная пешка · g7 чёрная пешка · h7 чёрная пешка · a6 чёрная пешка · b6 чёрная пешка · d6 чёрная пешка · e6 чёрная пешка · f6 чёрный конь · c4 белая пешка · d4 белый ферзь · e4 белая пешка · b3 белая пешка · c3 белый конь · g3 белая пешка · a2 белая пешка · b2 белый слон · d2 белый конь · f2 белая пешка · g2 белый слон · h2 белая пешка · a1 белая ладья · d1 белая ладья · g1 белый король | a8 чёрная ладья · b8 чёрный ферзь · c8 чёрная ладья · g8 чёрный король · b7 чёрный слон · d7 чёрный конь · e7 чёрный слон · f7 чёрная пешка · g7 чёрная пешка · h7 чёрная пешка · a6 чёрная пешка · b6 чёрная пешка · d6 чёрная пешка · e6 чёрная пешка · f6 чёрный конь · c4 белая пешка · d4 белый ферзь · e4 белая пешка · b3 белая пешка · c3 белый конь · g3 белая пешка · a2 белая пешка · b2 белый слон · d2 белый конь · f2 белая пешка · g2 белый слон · h2 белая пешка · a1 белая ладья · d1 белая ладья · g1 белый король | a8 чёрная ладья · b8 чёрный ферзь · c8 чёрная ладья · g8 чёрный король · b7 чёрный слон · d7 чёрный конь · e7 чёрный слон · f7 чёрная пешка · g7 чёрная пешка · h7 чёрная пешка · a6 чёрная пешка · b6 чёрная пешка · d6 чёрная пешка · e6 чёрная пешка · f6 чёрный конь · c4 белая пешка · d4 белый ферзь · e4 белая пешка · b3 белая пешка · c3 белый конь · g3 белая пешка · a2 белая пешка · b2 белый слон · d2 белый конь · f2 белая пешка · g2 белый слон · h2 белая пешка · a1 белая ладья · d1 белая ладья · g1 белый король | a8 чёрная ладья · b8 чёрный ферзь · c8 чёрная ладья · g8 чёрный король · b7 чёрный слон · d7 чёрный конь · e7 чёрный слон · f7 чёрная пешка · g7 чёрная пешка · h7 чёрная пешка · a6 чёрная пешка · b6 чёрная пешка · d6 чёрная пешка · e6 чёрная пешка · f6 чёрный конь · c4 белая пешка · d4 белый ферзь · e4 белая пешка · b3 белая пешка · c3 белый конь · g3 белая пешка · a2 белая пешка · b2 белый слон · d2 белый конь · f2 белая пешка · g2 белый слон · h2 белая пешка · a1 белая ладья · d1 белая ладья · g1 белый король | a8 чёрная ладья · b8 чёрный ферзь · c8 чёрная ладья · g8 чёрный король · b7 чёрный слон · d7 чёрный конь · e7 чёрный слон · f7 чёрная пешка · g7 чёрная пешка · h7 чёрная пешка · a6 чёрная пешка · b6 чёрная пешка · d6 чёрная пешка · e6 чёрная пешка · f6 чёрный конь · c4 белая пешка · d4 белый ферзь · e4 белая пешка · b3 белая пешка · c3 белый конь · g3 белая пешка · a2 белая пешка · b2 белый слон · d2 белый конь · f2 белая пешка · g2 белый слон · h2 белая пешка · a1 белая ладья · d1 белая ладья · g1 белый король | a8 чёрная ладья · b8 чёрный ферзь · c8 чёрная ладья · g8 чёрный король · b7 чёрный слон · d7 чёрный конь · e7 чёрный слон · f7 чёрная пешка · g7 чёрная пешка · h7 чёрная пешка · a6 чёрная пешка · b6 чёрная пешка · d6 чёрная пешка · e6 чёрная пешка · f6 чёрный конь · c4 белая пешка · d4 белый ферзь · e4 белая пешка · b3 белая пешка · c3 белый конь · g3 белая пешка · a2 белая пешка · b2 белый слон · d2 белый конь · f2 белая пешка · g2 белый слон · h2 белая пешка · a1 белая ладья · d1 белая ладья · g1 белый король | a8 чёрная ладья · b8 чёрный ферзь · c8 чёрная ладья · g8 чёрный король · b7 чёрный слон · d7 чёрный конь · e7 чёрный слон · f7 чёрная пешка · g7 чёрная пешка · h7 чёрная пешка · a6 чёрная пешка · b6 чёрная пешка · d6 чёрная пешка · e6 чёрная пешка · f6 чёрный конь · c4 белая пешка · d4 белый ферзь · e4 белая пешка · b3 белая пешка · c3 белый конь · g3 белая пешка · a2 белая пешка · b2 белый слон · d2 белый конь · f2 белая пешка · g2 белый слон · h2 белая пешка · a1 белая ладья · d1 белая ладья · g1 белый король | 5 |
| 4 | a8 чёрная ладья · b8 чёрный ферзь · c8 чёрная ладья · g8 чёрный король · b7 чёрный слон · d7 чёрный конь · e7 чёрный слон · f7 чёрная пешка · g7 чёрная пешка · h7 чёрная пешка · a6 чёрная пешка · b6 чёрная пешка · d6 чёрная пешка · e6 чёрная пешка · f6 чёрный конь · c4 белая пешка · d4 белый ферзь · e4 белая пешка · b3 белая пешка · c3 белый конь · g3 белая пешка · a2 белая пешка · b2 белый слон · d2 белый конь · f2 белая пешка · g2 белый слон · h2 белая пешка · a1 белая ладья · d1 белая ладья · g1 белый король | a8 чёрная ладья · b8 чёрный ферзь · c8 чёрная ладья · g8 чёрный король · b7 чёрный слон · d7 чёрный конь · e7 чёрный слон · f7 чёрная пешка · g7 чёрная пешка · h7 чёрная пешка · a6 чёрная пешка · b6 чёрная пешка · d6 чёрная пешка · e6 чёрная пешка · f6 чёрный конь · c4 белая пешка · d4 белый ферзь · e4 белая пешка · b3 белая пешка · c3 белый конь · g3 белая пешка · a2 белая пешка · b2 белый слон · d2 белый конь · f2 белая пешка · g2 белый слон · h2 белая пешка · a1 белая ладья · d1 белая ладья · g1 белый король | a8 чёрная ладья · b8 чёрный ферзь · c8 чёрная ладья · g8 чёрный король · b7 чёрный слон · d7 чёрный конь · e7 чёрный слон · f7 чёрная пешка · g7 чёрная пешка · h7 чёрная пешка · a6 чёрная пешка · b6 чёрная пешка · d6 чёрная пешка · e6 чёрная пешка · f6 чёрный конь · c4 белая пешка · d4 белый ферзь · e4 белая пешка · b3 белая пешка · c3 белый конь · g3 белая пешка · a2 белая пешка · b2 белый слон · d2 белый конь · f2 белая пешка · g2 белый слон · h2 белая пешка · a1 белая ладья · d1 белая ладья · g1 белый король | a8 чёрная ладья · b8 чёрный ферзь · c8 чёрная ладья · g8 чёрный король · b7 чёрный слон · d7 чёрный конь · e7 чёрный слон · f7 чёрная пешка · g7 чёрная пешка · h7 чёрная пешка · a6 чёрная пешка · b6 чёрная пешка · d6 чёрная пешка · e6 чёрная пешка · f6 чёрный конь · c4 белая пешка · d4 белый ферзь · e4 белая пешка · b3 белая пешка · c3 белый конь · g3 белая пешка · a2 белая пешка · b2 белый слон · d2 белый конь · f2 белая пешка · g2 белый слон · h2 белая пешка · a1 белая ладья · d1 белая ладья · g1 белый король | a8 чёрная ладья · b8 чёрный ферзь · c8 чёрная ладья · g8 чёрный король · b7 чёрный слон · d7 чёрный конь · e7 чёрный слон · f7 чёрная пешка · g7 чёрная пешка · h7 чёрная пешка · a6 чёрная пешка · b6 чёрная пешка · d6 чёрная пешка · e6 чёрная пешка · f6 чёрный конь · c4 белая пешка · d4 белый ферзь · e4 белая пешка · b3 белая пешка · c3 белый конь · g3 белая пешка · a2 белая пешка · b2 белый слон · d2 белый конь · f2 белая пешка · g2 белый слон · h2 белая пешка · a1 белая ладья · d1 белая ладья · g1 белый король | a8 чёрная ладья · b8 чёрный ферзь · c8 чёрная ладья · g8 чёрный король · b7 чёрный слон · d7 чёрный конь · e7 чёрный слон · f7 чёрная пешка · g7 чёрная пешка · h7 чёрная пешка · a6 чёрная пешка · b6 чёрная пешка · d6 чёрная пешка · e6 чёрная пешка · f6 чёрный конь · c4 белая пешка · d4 белый ферзь · e4 белая пешка · b3 белая пешка · c3 белый конь · g3 белая пешка · a2 белая пешка · b2 белый слон · d2 белый конь · f2 белая пешка · g2 белый слон · h2 белая пешка · a1 белая ладья · d1 белая ладья · g1 белый король | a8 чёрная ладья · b8 чёрный ферзь · c8 чёрная ладья · g8 чёрный король · b7 чёрный слон · d7 чёрный конь · e7 чёрный слон · f7 чёрная пешка · g7 чёрная пешка · h7 чёрная пешка · a6 чёрная пешка · b6 чёрная пешка · d6 чёрная пешка · e6 чёрная пешка · f6 чёрный конь · c4 белая пешка · d4 белый ферзь · e4 белая пешка · b3 белая пешка · c3 белый конь · g3 белая пешка · a2 белая пешка · b2 белый слон · d2 белый конь · f2 белая пешка · g2 белый слон · h2 белая пешка · a1 белая ладья · d1 белая ладья · g1 белый король | a8 чёрная ладья · b8 чёрный ферзь · c8 чёрная ладья · g8 чёрный король · b7 чёрный слон · d7 чёрный конь · e7 чёрный слон · f7 чёрная пешка · g7 чёрная пешка · h7 чёрная пешка · a6 чёрная пешка · b6 чёрная пешка · d6 чёрная пешка · e6 чёрная пешка · f6 чёрный конь · c4 белая пешка · d4 белый ферзь · e4 белая пешка · b3 белая пешка · c3 белый конь · g3 белая пешка · a2 белая пешка · b2 белый слон · d2 белый конь · f2 белая пешка · g2 белый слон · h2 белая пешка · a1 белая ладья · d1 белая ладья · g1 белый король | 4 |
| 3 | a8 чёрная ладья · b8 чёрный ферзь · c8 чёрная ладья · g8 чёрный король · b7 чёрный слон · d7 чёрный конь · e7 чёрный слон · f7 чёрная пешка · g7 чёрная пешка · h7 чёрная пешка · a6 чёрная пешка · b6 чёрная пешка · d6 чёрная пешка · e6 чёрная пешка · f6 чёрный конь · c4 белая пешка · d4 белый ферзь · e4 белая пешка · b3 белая пешка · c3 белый конь · g3 белая пешка · a2 белая пешка · b2 белый слон · d2 белый конь · f2 белая пешка · g2 белый слон · h2 белая пешка · a1 белая ладья · d1 белая ладья · g1 белый король | a8 чёрная ладья · b8 чёрный ферзь · c8 чёрная ладья · g8 чёрный король · b7 чёрный слон · d7 чёрный конь · e7 чёрный слон · f7 чёрная пешка · g7 чёрная пешка · h7 чёрная пешка · a6 чёрная пешка · b6 чёрная пешка · d6 чёрная пешка · e6 чёрная пешка · f6 чёрный конь · c4 белая пешка · d4 белый ферзь · e4 белая пешка · b3 белая пешка · c3 белый конь · g3 белая пешка · a2 белая пешка · b2 белый слон · d2 белый конь · f2 белая пешка · g2 белый слон · h2 белая пешка · a1 белая ладья · d1 белая ладья · g1 белый король | a8 чёрная ладья · b8 чёрный ферзь · c8 чёрная ладья · g8 чёрный король · b7 чёрный слон · d7 чёрный конь · e7 чёрный слон · f7 чёрная пешка · g7 чёрная пешка · h7 чёрная пешка · a6 чёрная пешка · b6 чёрная пешка · d6 чёрная пешка · e6 чёрная пешка · f6 чёрный конь · c4 белая пешка · d4 белый ферзь · e4 белая пешка · b3 белая пешка · c3 белый конь · g3 белая пешка · a2 белая пешка · b2 белый слон · d2 белый конь · f2 белая пешка · g2 белый слон · h2 белая пешка · a1 белая ладья · d1 белая ладья · g1 белый король | a8 чёрная ладья · b8 чёрный ферзь · c8 чёрная ладья · g8 чёрный король · b7 чёрный слон · d7 чёрный конь · e7 чёрный слон · f7 чёрная пешка · g7 чёрная пешка · h7 чёрная пешка · a6 чёрная пешка · b6 чёрная пешка · d6 чёрная пешка · e6 чёрная пешка · f6 чёрный конь · c4 белая пешка · d4 белый ферзь · e4 белая пешка · b3 белая пешка · c3 белый конь · g3 белая пешка · a2 белая пешка · b2 белый слон · d2 белый конь · f2 белая пешка · g2 белый слон · h2 белая пешка · a1 белая ладья · d1 белая ладья · g1 белый король | a8 чёрная ладья · b8 чёрный ферзь · c8 чёрная ладья · g8 чёрный король · b7 чёрный слон · d7 чёрный конь · e7 чёрный слон · f7 чёрная пешка · g7 чёрная пешка · h7 чёрная пешка · a6 чёрная пешка · b6 чёрная пешка · d6 чёрная пешка · e6 чёрная пешка · f6 чёрный конь · c4 белая пешка · d4 белый ферзь · e4 белая пешка · b3 белая пешка · c3 белый конь · g3 белая пешка · a2 белая пешка · b2 белый слон · d2 белый конь · f2 белая пешка · g2 белый слон · h2 белая пешка · a1 белая ладья · d1 белая ладья · g1 белый король | a8 чёрная ладья · b8 чёрный ферзь · c8 чёрная ладья · g8 чёрный король · b7 чёрный слон · d7 чёрный конь · e7 чёрный слон · f7 чёрная пешка · g7 чёрная пешка · h7 чёрная пешка · a6 чёрная пешка · b6 чёрная пешка · d6 чёрная пешка · e6 чёрная пешка · f6 чёрный конь · c4 белая пешка · d4 белый ферзь · e4 белая пешка · b3 белая пешка · c3 белый конь · g3 белая пешка · a2 белая пешка · b2 белый слон · d2 белый конь · f2 белая пешка · g2 белый слон · h2 белая пешка · a1 белая ладья · d1 белая ладья · g1 белый король | a8 чёрная ладья · b8 чёрный ферзь · c8 чёрная ладья · g8 чёрный король · b7 чёрный слон · d7 чёрный конь · e7 чёрный слон · f7 чёрная пешка · g7 чёрная пешка · h7 чёрная пешка · a6 чёрная пешка · b6 чёрная пешка · d6 чёрная пешка · e6 чёрная пешка · f6 чёрный конь · c4 белая пешка · d4 белый ферзь · e4 белая пешка · b3 белая пешка · c3 белый конь · g3 белая пешка · a2 белая пешка · b2 белый слон · d2 белый конь · f2 белая пешка · g2 белый слон · h2 белая пешка · a1 белая ладья · d1 белая ладья · g1 белый король | a8 чёрная ладья · b8 чёрный ферзь · c8 чёрная ладья · g8 чёрный король · b7 чёрный слон · d7 чёрный конь · e7 чёрный слон · f7 чёрная пешка · g7 чёрная пешка · h7 чёрная пешка · a6 чёрная пешка · b6 чёрная пешка · d6 чёрная пешка · e6 чёрная пешка · f6 чёрный конь · c4 белая пешка · d4 белый ферзь · e4 белая пешка · b3 белая пешка · c3 белый конь · g3 белая пешка · a2 белая пешка · b2 белый слон · d2 белый конь · f2 белая пешка · g2 белый слон · h2 белая пешка · a1 белая ладья · d1 белая ладья · g1 белый король | 3 |
| 2 | a8 чёрная ладья · b8 чёрный ферзь · c8 чёрная ладья · g8 чёрный король · b7 чёрный слон · d7 чёрный конь · e7 чёрный слон · f7 чёрная пешка · g7 чёрная пешка · h7 чёрная пешка · a6 чёрная пешка · b6 чёрная пешка · d6 чёрная пешка · e6 чёрная пешка · f6 чёрный конь · c4 белая пешка · d4 белый ферзь · e4 белая пешка · b3 белая пешка · c3 белый конь · g3 белая пешка · a2 белая пешка · b2 белый слон · d2 белый конь · f2 белая пешка · g2 белый слон · h2 белая пешка · a1 белая ладья · d1 белая ладья · g1 белый король | a8 чёрная ладья · b8 чёрный ферзь · c8 чёрная ладья · g8 чёрный король · b7 чёрный слон · d7 чёрный конь · e7 чёрный слон · f7 чёрная пешка · g7 чёрная пешка · h7 чёрная пешка · a6 чёрная пешка · b6 чёрная пешка · d6 чёрная пешка · e6 чёрная пешка · f6 чёрный конь · c4 белая пешка · d4 белый ферзь · e4 белая пешка · b3 белая пешка · c3 белый конь · g3 белая пешка · a2 белая пешка · b2 белый слон · d2 белый конь · f2 белая пешка · g2 белый слон · h2 белая пешка · a1 белая ладья · d1 белая ладья · g1 белый король | a8 чёрная ладья · b8 чёрный ферзь · c8 чёрная ладья · g8 чёрный король · b7 чёрный слон · d7 чёрный конь · e7 чёрный слон · f7 чёрная пешка · g7 чёрная пешка · h7 чёрная пешка · a6 чёрная пешка · b6 чёрная пешка · d6 чёрная пешка · e6 чёрная пешка · f6 чёрный конь · c4 белая пешка · d4 белый ферзь · e4 белая пешка · b3 белая пешка · c3 белый конь · g3 белая пешка · a2 белая пешка · b2 белый слон · d2 белый конь · f2 белая пешка · g2 белый слон · h2 белая пешка · a1 белая ладья · d1 белая ладья · g1 белый король | a8 чёрная ладья · b8 чёрный ферзь · c8 чёрная ладья · g8 чёрный король · b7 чёрный слон · d7 чёрный конь · e7 чёрный слон · f7 чёрная пешка · g7 чёрная пешка · h7 чёрная пешка · a6 чёрная пешка · b6 чёрная пешка · d6 чёрная пешка · e6 чёрная пешка · f6 чёрный конь · c4 белая пешка · d4 белый ферзь · e4 белая пешка · b3 белая пешка · c3 белый конь · g3 белая пешка · a2 белая пешка · b2 белый слон · d2 белый конь · f2 белая пешка · g2 белый слон · h2 белая пешка · a1 белая ладья · d1 белая ладья · g1 белый король | a8 чёрная ладья · b8 чёрный ферзь · c8 чёрная ладья · g8 чёрный король · b7 чёрный слон · d7 чёрный конь · e7 чёрный слон · f7 чёрная пешка · g7 чёрная пешка · h7 чёрная пешка · a6 чёрная пешка · b6 чёрная пешка · d6 чёрная пешка · e6 чёрная пешка · f6 чёрный конь · c4 белая пешка · d4 белый ферзь · e4 белая пешка · b3 белая пешка · c3 белый конь · g3 белая пешка · a2 белая пешка · b2 белый слон · d2 белый конь · f2 белая пешка · g2 белый слон · h2 белая пешка · a1 белая ладья · d1 белая ладья · g1 белый король | a8 чёрная ладья · b8 чёрный ферзь · c8 чёрная ладья · g8 чёрный король · b7 чёрный слон · d7 чёрный конь · e7 чёрный слон · f7 чёрная пешка · g7 чёрная пешка · h7 чёрная пешка · a6 чёрная пешка · b6 чёрная пешка · d6 чёрная пешка · e6 чёрная пешка · f6 чёрный конь · c4 белая пешка · d4 белый ферзь · e4 белая пешка · b3 белая пешка · c3 белый конь · g3 белая пешка · a2 белая пешка · b2 белый слон · d2 белый конь · f2 белая пешка · g2 белый слон · h2 белая пешка · a1 белая ладья · d1 белая ладья · g1 белый король | a8 чёрная ладья · b8 чёрный ферзь · c8 чёрная ладья · g8 чёрный король · b7 чёрный слон · d7 чёрный конь · e7 чёрный слон · f7 чёрная пешка · g7 чёрная пешка · h7 чёрная пешка · a6 чёрная пешка · b6 чёрная пешка · d6 чёрная пешка · e6 чёрная пешка · f6 чёрный конь · c4 белая пешка · d4 белый ферзь · e4 белая пешка · b3 белая пешка · c3 белый конь · g3 белая пешка · a2 белая пешка · b2 белый слон · d2 белый конь · f2 белая пешка · g2 белый слон · h2 белая пешка · a1 белая ладья · d1 белая ладья · g1 белый король | a8 чёрная ладья · b8 чёрный ферзь · c8 чёрная ладья · g8 чёрный король · b7 чёрный слон · d7 чёрный конь · e7 чёрный слон · f7 чёрная пешка · g7 чёрная пешка · h7 чёрная пешка · a6 чёрная пешка · b6 чёрная пешка · d6 чёрная пешка · e6 чёрная пешка · f6 чёрный конь · c4 белая пешка · d4 белый ферзь · e4 белая пешка · b3 белая пешка · c3 белый конь · g3 белая пешка · a2 белая пешка · b2 белый слон · d2 белый конь · f2 белая пешка · g2 белый слон · h2 белая пешка · a1 белая ладья · d1 белая ладья · g1 белый король | 2 |
| 1 | a8 чёрная ладья · b8 чёрный ферзь · c8 чёрная ладья · g8 чёрный король · b7 чёрный слон · d7 чёрный конь · e7 чёрный слон · f7 чёрная пешка · g7 чёрная пешка · h7 чёрная пешка · a6 чёрная пешка · b6 чёрная пешка · d6 чёрная пешка · e6 чёрная пешка · f6 чёрный конь · c4 белая пешка · d4 белый ферзь · e4 белая пешка · b3 белая пешка · c3 белый конь · g3 белая пешка · a2 белая пешка · b2 белый слон · d2 белый конь · f2 белая пешка · g2 белый слон · h2 белая пешка · a1 белая ладья · d1 белая ладья · g1 белый король | a8 чёрная ладья · b8 чёрный ферзь · c8 чёрная ладья · g8 чёрный король · b7 чёрный слон · d7 чёрный конь · e7 чёрный слон · f7 чёрная пешка · g7 чёрная пешка · h7 чёрная пешка · a6 чёрная пешка · b6 чёрная пешка · d6 чёрная пешка · e6 чёрная пешка · f6 чёрный конь · c4 белая пешка · d4 белый ферзь · e4 белая пешка · b3 белая пешка · c3 белый конь · g3 белая пешка · a2 белая пешка · b2 белый слон · d2 белый конь · f2 белая пешка · g2 белый слон · h2 белая пешка · a1 белая ладья · d1 белая ладья · g1 белый король | a8 чёрная ладья · b8 чёрный ферзь · c8 чёрная ладья · g8 чёрный король · b7 чёрный слон · d7 чёрный конь · e7 чёрный слон · f7 чёрная пешка · g7 чёрная пешка · h7 чёрная пешка · a6 чёрная пешка · b6 чёрная пешка · d6 чёрная пешка · e6 чёрная пешка · f6 чёрный конь · c4 белая пешка · d4 белый ферзь · e4 белая пешка · b3 белая пешка · c3 белый конь · g3 белая пешка · a2 белая пешка · b2 белый слон · d2 белый конь · f2 белая пешка · g2 белый слон · h2 белая пешка · a1 белая ладья · d1 белая ладья · g1 белый король | a8 чёрная ладья · b8 чёрный ферзь · c8 чёрная ладья · g8 чёрный король · b7 чёрный слон · d7 чёрный конь · e7 чёрный слон · f7 чёрная пешка · g7 чёрная пешка · h7 чёрная пешка · a6 чёрная пешка · b6 чёрная пешка · d6 чёрная пешка · e6 чёрная пешка · f6 чёрный конь · c4 белая пешка · d4 белый ферзь · e4 белая пешка · b3 белая пешка · c3 белый конь · g3 белая пешка · a2 белая пешка · b2 белый слон · d2 белый конь · f2 белая пешка · g2 белый слон · h2 белая пешка · a1 белая ладья · d1 белая ладья · g1 белый король | a8 чёрная ладья · b8 чёрный ферзь · c8 чёрная ладья · g8 чёрный король · b7 чёрный слон · d7 чёрный конь · e7 чёрный слон · f7 чёрная пешка · g7 чёрная пешка · h7 чёрная пешка · a6 чёрная пешка · b6 чёрная пешка · d6 чёрная пешка · e6 чёрная пешка · f6 чёрный конь · c4 белая пешка · d4 белый ферзь · e4 белая пешка · b3 белая пешка · c3 белый конь · g3 белая пешка · a2 белая пешка · b2 белый слон · d2 белый конь · f2 белая пешка · g2 белый слон · h2 белая пешка · a1 белая ладья · d1 белая ладья · g1 белый король | a8 чёрная ладья · b8 чёрный ферзь · c8 чёрная ладья · g8 чёрный король · b7 чёрный слон · d7 чёрный конь · e7 чёрный слон · f7 чёрная пешка · g7 чёрная пешка · h7 чёрная пешка · a6 чёрная пешка · b6 чёрная пешка · d6 чёрная пешка · e6 чёрная пешка · f6 чёрный конь · c4 белая пешка · d4 белый ферзь · e4 белая пешка · b3 белая пешка · c3 белый конь · g3 белая пешка · a2 белая пешка · b2 белый слон · d2 белый конь · f2 белая пешка · g2 белый слон · h2 белая пешка · a1 белая ладья · d1 белая ладья · g1 белый король | a8 чёрная ладья · b8 чёрный ферзь · c8 чёрная ладья · g8 чёрный король · b7 чёрный слон · d7 чёрный конь · e7 чёрный слон · f7 чёрная пешка · g7 чёрная пешка · h7 чёрная пешка · a6 чёрная пешка · b6 чёрная пешка · d6 чёрная пешка · e6 чёрная пешка · f6 чёрный конь · c4 белая пешка · d4 белый ферзь · e4 белая пешка · b3 белая пешка · c3 белый конь · g3 белая пешка · a2 белая пешка · b2 белый слон · d2 белый конь · f2 белая пешка · g2 белый слон · h2 белая пешка · a1 белая ладья · d1 белая ладья · g1 белый король | a8 чёрная ладья · b8 чёрный ферзь · c8 чёрная ладья · g8 чёрный король · b7 чёрный слон · d7 чёрный конь · e7 чёрный слон · f7 чёрная пешка · g7 чёрная пешка · h7 чёрная пешка · a6 чёрная пешка · b6 чёрная пешка · d6 чёрная пешка · e6 чёрная пешка · f6 чёрный конь · c4 белая пешка · d4 белый ферзь · e4 белая пешка · b3 белая пешка · c3 белый конь · g3 белая пешка · a2 белая пешка · b2 белый слон · d2 белый конь · f2 белая пешка · g2 белый слон · h2 белая пешка · a1 белая ладья · d1 белая ладья · g1 белый король | 1 |
|   | a | b | c | d | e | f | g | h |   |

Ёж — шахматный термин, обозначающий пешечную структуру, характеризующуюся расположением чёрных пешек по шестому ряду или, реже, белых пешек по третьему ряду. Одна из наиболее популярных дебютных систем начиная с 1970-х годов.

## История
«Ёж» эпизодически использовался шахматистами ещё с 1920-х. В то время он оценивался как отклонение от канонов, которое могло создать трудности белым только элементом неожиданности. Исторически «ёж» также можно считать ответом чёрных на пешечную структуру (en) Мароци, появившуюся в начале XX века и позволяющую белым уже в дебюте захватить центр доски. Идеи активной игры чёрных в условиях пространства, намеренно отданного противнику, высказывал ещё Рихард Рети. «Ёж» — пример развития шахматной философии гипермодернизма, рассматривающей, при внешней кажущейся пассивности, активную игру чёрных на победу.
Одной из наиболее популярных дебютных схем пешечная крепость стала только спустя полвека. Первооткрывателем современного «ежа» считается гроссмейстер Любомир Любоевич. В начале 1970-х он переосмыслил данное построение и вернул в практику ведущих игроков. Термин «ёж» (hedgehog) в шахматный обиход ввёл английский мастер Уильям Хартстон. Среди игроков, наиболее удачно использовавших данное построение в турнирной практике и дебютных разработках, можно упомянуть Ульфа Андерсона, Анатолия Карпова, Золтана Рибли, Сергея Шипова.

## Стратегия
«Ёж» может возникнуть в ходе различных дебютов: сицилианской и новоиндийской защиты, защиты Нимцовича. Классическим является использование данной структуры в английском начале. Идея ежа состоит в том, что недостаток пространства чёрные компенсируют гармоничным расположением фигур. Построение «ежа» демонстрирует пассивную, но прочную оборонительную игру, в ожидании удобного момента для перехвата инициативы и контратаки. Чёрные строят защиту, не обращая внимания на потерю темпа. Характерной игрой за чёрных является ожидание активных действий от белых, отказ от вскрытия игры вплоть до решающей атаки. Вступление фигур любой из сторон на 5 горизонталь означает переход к активным действиям.
Сергей Шипов отмечал, что ежа лучше не играть тем, кто страдает шахматной клаустрофобией, так как развиваться приходится в стеснённых условиях трёх горизонталей. Ёж, при кажущейся неразвитости фигур чёрных, ориентирован на позиционную атаку. Чёрные, обычно играющие на ничью, стремятся к разменам. Однако в «еже» для чёрных размены невыгодны, так как они снижают ударный потенциал фигур.
Классическими действиями за чёрных являются, например, контрудары пешками b5 и d5 со сложной игрой в миттельшпиле. На диаграмме № 1 позиция, возникшая в партии Ульман — Любоевич (1975) после 13 хода. Разыграно английское начало, симметричный вариант. На доске позиционное превосходство белых. Однако чёрные контролируют слоном и конём ключевое поле e4. Пешки угрожают полям e6 и d6. Чёрные намеренно оставляют белым контроль над полем d4, что характерно для многих разновидностей ежа.
После хода белых 14.Ф e3 чёрные ответили 14… b5 !? Типичный ответ за чёрных, имеющих слона на g2. В дальнейшей игре белые, пытаясь фиксировать пешку b5, ослабили поле c4 и не смогли остановить атаку противника. Чёрные получили качество и выиграли к 37 ходу.

## Противодействие
В качестве наиболее действенных мер против «ежа» гроссмейстер Андерссон предлагал форсирование обмена, развитие идеи структуры Мароци с размещением белых пешек на e4 f4 c3. Фианкетирование белого слона на g2 для противостояния оппоненту на b7. В английском начале Андерссон выгодным считал размен чернопольного слона на коня на f6, что позволяет белым сохранять контроль над центром и некоторое преимущество и давление на чёрных.
Виктор Корчной считался последовательным противником использования «ежа», считая, что у белых практически всегда есть достаточные резервы для получения преимущества. Характерный пример атаки и победы белых можно найти в его партии против Сейравана (1987).